# Mona Baker

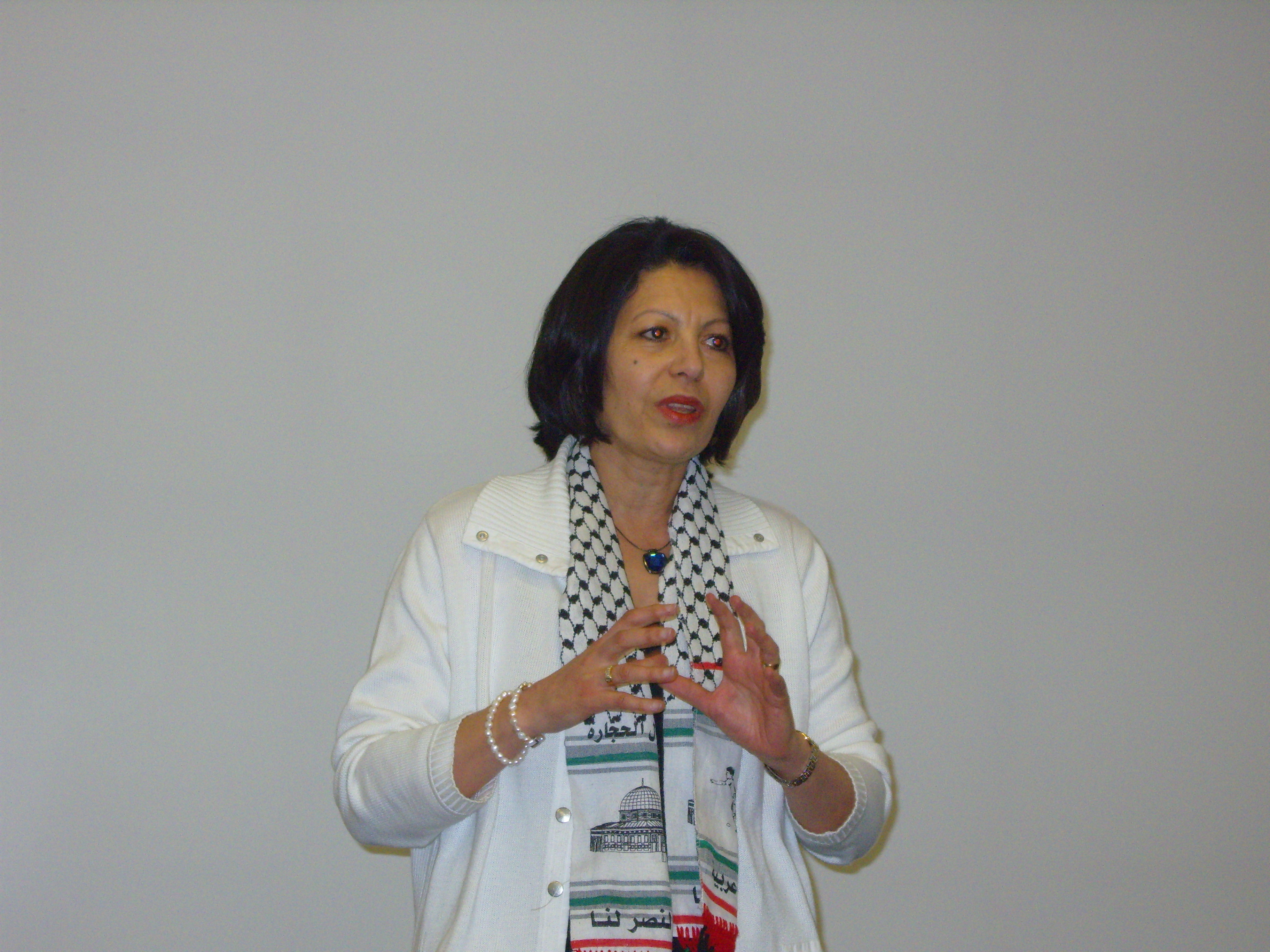
Mona Baker

Mona Baker (ur. 1953) – profesor przekładoznawstwa, dyrektorka Centre for Translation and Intercultural Studies na University of Manchester.

## Kariera
Baker uzyskała licencjat w dziedzinie języka angielskiego i komparatystyki na kairskiej uczelni American University in Cairo. Następnie zdobyła stopień magistra w dziedzinie językoznawstwa stosowanego na University of Birmingham. W 1995 roku podjęła studia w University of Manchester Institute of Science and Technology (UMIST), gdzie została profesorem w 1997 roku. Obecnie kierowniczka katedry przekładoznawstwa.
Jest założycielką wydawnictwa St. Jerome Publishing, gdzie do wykupienia katalogu firmy przez Routledge w 2014 roku piastowała stanowisko dyrektorki redakcji, a także międzynarodowego czasopisma naukowego The Translator.
Od 2009 roku jest honorowym członkiem IAPTI (Międzynarodowe Stowarzyszenie Tłumaczy Zawodowych). Działając w ramach stowarzyszenia, wygłosiła przemówienie na temat etyki w pracy tłumacza pt. „Ethics in the Translation/Interpreting Curriculum”. Zasiada w zarządzie International Association of Translation and Intercultural Studies (Międzynarodowe Stowarzyszenie na Rzecz Przekładoznawstwa i Studiów Międzykulturowych).
W pracy badawczej zajmuje się konfliktem w tłumaczeniu, rolą etyki w prowadzeniu badań naukowych i nauczaniu w przekładoznawstwie, wykorzystaniem narratologii w przekładzie pisemnym i ustnym, społecznościami aktywistów w branży tłumaczeniowej oraz przekładem opartym na korpusach językowych. Ma na koncie wiele publikacji w ww. dziedzinach jako autorka i redaktorka.

## Konflikt na Bliskim Wschodzie
Mona Baker jest zaangażowana w komentowanie konfliktu na Bliskim Wschodzie, a także badań w przekładoznawstwie i studiach międzykulturowych. Na jej stronie internetowej znajdują się informacje o bojkocie izraelskich instytucji akademickich, izraelskich i palestyńskich uniwersytetów, opinie o sytuacji na Bliskim Wschodzie oraz wezwania do bojkotu izraelskich produktów i usług.
Baker jest sygnatariuszką listu bojkotującego izraelskie instytucje z 2002 roku.
Jej decyzja o usunięciu dr Miriam Shlesinger (Uniwersytet Bar-Ilana) i profesora Gideona Touryego (Uniwersytet w Tel Awiwie) z komitetów redakcyjnych czasopism Translation i Translation Studies Abstracts, podyktowana wyłącznie ich afiliacją z izraelskimi instytucjami naukowymi, spotkała się z falą krytyki i wzbudziła wiele kontrowersji.
Baker oświadczyła, że działała w zgodzie z własną interpretacją bojkotu i nie oczekiwała, że inni sygnatariusze podejmą podobne kroki. Powiedziała, że była zdezorientowana zamieszaniem, jakie wywołały dwa „niewielkie” czasopisma. Władze UMIST celem uniknięcia zamieszania w sprawę oświadczyły, że Mona Baker podpisała bojkot jako osoba prywatna, a nie pracownik uniwersytecki.
W myśl poprzednich działań, Baker zadecydowała, że na łamach Translator nie będą publikowane badania izraelskich naukowców, wydawnictwo zaprzestanie także sprzedaży książek i czasopism do izraelskich bibliotek.

### Reakcja obojga profesorów
W mailu do profesora Touryego z 8 czerwca 2002 roku Baker zasugerowała podanie się do dymisji i zagroziła odwołaniem ze stanowiska w przypadku odmowy. Za usprawiedliwienie swojego stanowiska Baker podała niechęć do utrzymywania oficjalnych więzi z Izraelczykami w obecnych okolicznościach. Zaznaczyła jednak, że jej decyzja ma podłoże czysto polityczne i wciąż uważa profesora Touryego i profesor Shlesinger za przyjaciół.
W odpowiedzi profesor Toury napisał: „Życzyłbym sobie, aby oświadczenie określało jasno, że przyjęty zostałem uczonym, a zwolniony Izraelczykiem”. Profesor Toury wyraził także zaniepokojenie wizją rozszerzającego się bojkotu, którego konsekwencją mógłby być ostracyzm izraelskich naukowców w środowisku akademickim: brak zaproszeń na konferencje i wykłady, ocena publikacji nie pod względem merytorycznym, a z uwagi na pochodzenia autora.
Dr Shlesinger odpowiedziała: „Nie wierzę, że Ariel Szaron [premier Izraela] wycofa siły z Zachodniego Brzegu Jordanu z powodu bojkotu Izraelskich naukowców. Bojkot wymierzony jest we mnie jako Izraelkę i moim zdaniem niczego nie osiągnie”.

### Krytyka
Działania Baker spotkały się z ostrą krytyką profesora Stephena Greenblatta z Uniwersytetu Harvarda oraz prezesa Modern Language Association, który określił zwolnienia jako „odrażające”, „niebezpieczne” i „moralnie upadłe”. Greenblatt opisał działania Baker jako „atak na współpracę międzykulturową”, który jest „niezgodny z duchem wolności akademickiej i dążeniem do prawdy”. Premier Wielkiej Brytanii Tony Blair oświadczył, że dołoży wszelkich starań by położyć kres bojkotowi izraelskich naukowców.
W Brytyjskiej Izbie Gmin przegłosowano akt potępiający działania Baker (EDM 1590) ogłaszający, że Parlament „potępia dyskryminację pracowników naukowych jakiejkolwiek narodowości jako niezgodną z zasadą wolności akademickiej, traktuje taką dyskryminację jako jasny przejaw antysemityzmu pod pretekstem sprzeciwu wobec polityki rządu Izraela oraz nawołuje UMIST do złożenia przeprosin za ten niesmaczny incydent i odwołania profesor Baker”.
Judith Butler zarzuca Baker propagowanie antysemickich stereotypów, co ma wyrażać się w opinii, że wszyscy Żydzi mają jednakowe poglądy na temat Izraela i są adekwatnie reprezentowani przez państwo. Według Butler jest to równoznaczne z równaniem Żydów z Izraelem, a tym samym napiętnowaniem całej społeczności żydowskiej. Profesor Jon Pike podobnie zwraca uwagę na oczywistą i zdecydowaną nadreprezentację Żydów wśród osób związanych z izraelskimi instytucjami, co pozwala stwierdzić antysemickie pobudki Baker w decyzji o zerwaniu z nimi kontaktu i systematycznych dążeniach do wykluczenia ich z dyskursu akademickiego.

### Wsparcie
Baker otrzymała wsparcie z wielu źródeł m.in.  Muslim Association of Britain (Stowarzyszenie Muzułmanów w Wielkiej Brytanii) oraz Manchester Palestine Solidarity Campaign (Manchesterska Kampania Solidarności z Palestyną).

### Odpowiedź Baker
Baker wystosowała szczegółową odpowiedź na krytykę i zarzuty pod swoim adresem, której streszczenie opublikował London Review of Books. W liście Baker nazywa brytyjską żydowską prasę „bezwstydnie i jednorodnie proizraelską” oraz powołuje się na wsparcie swoich poglądów przez izraelskiego profesora Ilana Pappe’a i innych osób pochodzenia żydowskiego. Krytykuje nagonkę, jaką miała prowadzić przeciw niej żydowska prasa w Wielkiej Brytanii i podkreśla symboliczny wymiar protestu wymierzonego nie w jednostkę, a w izraelskie instytucje i politykę rządu.

## Prace
- Redaktorka Critical Concepts: Translation Studies (Londyn–Nowy Jork: Routledge, 2009).
- Redaktorka Critical Readings in Translation Studies (Londyn–Nowy Jork: Routledge, 2010).
- Redaktorka (razem z Gabrielą Saldanhą) Routledge Encyclopedia of Translation Studies (II wydanie) (Londyn–Nowy Jork: Routledge, 2008).
- Translation and Conflict: A Narrative Account (Londyn–Nowy Jork: Routledge, 2006).
- In Other Words: A Coursebook on Translation (I wydanie 1992, Routledge; wydanie rozszerzone i poprawione, 2011).